# Grand Canyon National Park
Grand Canyon National Park er én af de ældste nationalparker i USA. Parken ligger i det nordlige Arizona, USA. Inde i parken ligger Grand Canyon, der er en kløft, skabt af Colorado River. Grand Canyon regnes for at være et af verdens største, naturlige, underværker.

## Historie
Området omkring Grand Canyon blev etableret som National Monument i 1908. I 1920'erne var der tale om at opdæmme Colorado River inden for Grand Canyon området, og for at undgå dette, blev der udført et stort lobbyarbejde for at få området gjort til nationalpark, og det blev en kendsgerning den 26. februar 1919, hvor nationalparken blev etableret.

## Geografi
Nationalparken Parken ligger i Coconino og Mohave counties i Arizona og Grand Canyon Village ligger inde i nationalparken på den sydlige kant af Grand Canyon. Lige uden for parken, på den sydlige side af kløften ligger Tuyasan, mens den nærmeste større by er Flagstaff, Arizona. Den større by, der ligger nærmest nationalparken på den nordlige side af kløften, er St. George, Utah.
Parken omfatter et areal på omkring 4.900 km², svarende til Fyn, Lolland og Falster tilsammen.

## Dyr og planter

### Dyr
Parken har et rigt dyreliv. Blandt dyrene findes 9 arter af amfibier og over 300 fuglearter, hvoraf 30 yngler ørkenområdet omkring Grand Canyon mens omkring 50 arter yngler i kløften langs Colorado River og omkring 90 i skovområderne på bjergskråningerne. Blandt fuglene er vild kalkun, stor hornugle, hvidhovedet havørn, vandrefalk og californisk kondor, foruden mindre fugle som bæltestødfisker og flere arter af kolibrier. Specielt omkring den californiske kondor, der regnes som én af verdens mest truede fuglearter, er der etableret et genopretningsprogram for bestanden, som i 1982 bestod af kun 22 fugle i hele USA, og ingen uden for Californien. I 1924 forsvandt de sidste californiske kondorer fra Arizona, men i 1996 blev der igen udsat fugle, og i dag er der omkring 70 kondorer i det nordlige Arizona og sydlige Utah (og over 300 i hele USA).
Parken rummer også 17 arter af fisk, der alle lever i floden, heriblandt ørred og regnbueørred. 47 arter af reptiler er observeret i parken. Blandt disse er adskillige øgler blandt andre gilaøglen, USA's eneste giftige øgle og en enkelt art skildpadde. Der er fundet 23 arter af slanger, og blandt disse 6 arter af klapperslanger.
Adskillige pattedyr trives i parken. Blandt de større er sort bjørn, los, wapiti, prærieulv, mulhjort, gaffelbuk, bighornfår og pumaer. Desuden en række arter af flagermus, flere arter af egern, mus og andre gnavere.
Også 37 arter af bløddyr, heraf 11 vandlevende, og mange hundrede insekter lever i parken. Heriblandt flere arter skorpioner, og edderkopper.

### Planter
Blandt de mere eksostiske plantearter er forskellige arter af kaktus og bregner (i selve kløften). Desuden findes over 200 arter af træer og buske, fx douglasgran, Gul-Fyr, Bævre-Asp og kornel. Desuden mange arter af laver, mosser og græsser foruden mere end 600 arter af blomster.

## Administration og Turisme
Parken administreres af National Park Service (NPS). NPS har sit hovedkvarter i Grand Canyon Village i umiddelbart nærhed af den sydlige indgang til parken. Her ligger også de mest populære udsigtssteder, og herfra udgår de fleste stier, der fører ned i bunden af Grand Canyon. På den nordlige kant af kløften findes et mindre veludbygget område, hvor turister ligeledes kan besøge parken.
Alle opholdssteder i parken drives af et privat selskab Xanterra Corporation, tidligere Fred Harvey Company, som opførte parkens mest berømte hotel El Tovar allerede i 1905.
Parken besøges årligt af knap 4,5 millioner turister (2007). De fleste af disse kommer til parken ad Arizona State Route 64 fra Williams eller U.S. Higway 180 fra Flagstaff. De to veje, som mødes i Valle, Arizona fører begge til parkens sydlige indgang. Turister, der besøger den nordlige side af kløften, ankommer normalt ad Arizona State Route 67. Der er ingen umiddelbar mulighed for at komme fra den nordlige til den sydlige side af kløften eller omvendt. Turister, der ønsker at besøge begge sider, skal enten mod øst via Navajo Bridge nær Page, Arizona, Turen er omkring 300 kilometer og tager ca. 12 timer, da vejenes beskaffenhed ikke er de bedste. I stedet kan køres mod vest, via Hoover Dam og Las Vegas, Nevada. Denne tur er en anelse hurtigere, da der en motorvej en del af vejen; til gengæld er turen ca. 900 kilometer lang.
Fra Williams, Arizona kan man i stedet vælge at køre til nationalparken med Grand Canyon Railway.
Fra Grand Canyon Village går nogle få, korte veje ud langs kløften. Her er privat biltrafik ikke tilladt, men der kører i stedet gratis busser, som transporter turister mellem forskellige udsigtssteder.

## Eksterne links
- NPS side om Grand Canyon National Park (engelsk)
- Grand Canyon National Park Information Arkiveret 16. september 2009 hos  Wayback Machine (engelsk)

- Wikimedia Commons har flere filer relateret til Grand Canyon National Park

36°04′N 112°08′V / 36.06°N 112.14°V